# František Veselý (1920)
František Veselý (1920 – 2004) byl český fotbalista. Za Slavii hráli i jeho syn František Veselý, vnuk František Veselý a pravnuk Daniel Veselý.

## Fotbalová kariéra
V československé lize hrál v letech 1945–1951 za SK Pardubice, Židenice, Čechii Karlín a Slavii.

## Ligová bilance
| Ročník                                     | Zápasy | Góly | Klub             |
| ------------------------------------------ | ------ | ---- | ---------------- |
| Státní liga 1945/46                        | 9      | 4    | SK Pardubice     |
| Státní liga 1946/47                        | 7      | 0    | SK Židenice      |
| Státní liga 1947/48                        | 15     | 5    | SK Čechie Karlín |
| Celostátní československé mistrovství 1949 | 5      | 0    | Dynamo Praha     |
| Mistrovství československé republiky 1951  | 7      | 1    | Dynamo Praha     |
| CELKEM                                     | 43     | 10   |                  |